# Volker Freiherr Truchseß von und zu Wetzhausen
Volker Freiherr Truchseß von und zu Wetzhausen (* 28. Februar 1936 in Wetzhausen; † 22. April 2024) war ein deutscher Politiker (SPD) und Regierungsdirektor.
Volker Truchseß von und zu Wetzhausen besuchte die Volksschule und das Matthias-Grünewald-Gymnasium in Würzburg, wo er sein Abitur machte. Er studierte Rechtswissenschaften, Volkswirtschaft, Sprachen, Geschichte und Kunstgeschichte in Würzburg und Madrid. Er erreichte das 1. juristische Staatsexamen, war Referendar in Würzburg, Mönchengladbach und Speyer und erhielt danach das 2. juristische Staatsexamen. Danach war er Regierungsassessor am Verwaltungsgericht Würzburg und bei der Julius-Spital-Stiftung Würzburg und Regierungsrat am Landratsamt Gerolzhofen. Danach wurde er an die Regierung von Unterfranken und später zur Regierung von Oberbayern versetzt, war Oberregierungsrat und zuletzt bis zu seiner Pensionierung im Jahr 1996 Leitender Regierungsdirektor.
Im Jahr 1966 wurde Truchseß Mitglied der SPD. Er war Mitglied des Würzburger Stadtrats und von 1970 bis 1986 Mitglied des Bayerischen Landtags und wohnhaft in Bad Kissingen.
Truchseß war zudem Bezirksvorsitzender der Arbeiterwohlfahrt Unterfranken, Mitglied des Landesvorstands der Arbeiterwohlfahrt Bayern und ab 1982 stellvertretender Vorsitzender des Landesdenkmalrats.
1981 erhielt er den Bayerischen Verdienstorden.